# 彭長宜
彭長宜（？—1645年），字德符。浙江海鹽縣人，明末官員。

## 生平
崇禎十六年（1643年）中癸未科三甲進士。授南直隸上海縣知縣，勤政愛民。福王即位，形勢混亂。弘光元年（清順治二年，1645年），南京城破。彭長宜掛印還鄉，絕食而死。一說其命家屬回鄉，自己則發誓與城池共存亡。不久，聽說清廷派遣的安撫使即將到來，即閉戶自縊殉國。光緒《海鹽縣志》有傳。

## 家族
父彭宗孟，御史。